# Petrovice, Ústí nad Orlicí
Petrovice là một làng thuộc huyện Ústí nad Orlicí, vùng Pardubický, Cộng hòa Séc.